# Виборчий округ 42
Виборчий округ 42 — виборчий округ в Донецькій області, який внаслідок збройної агресії на сході України тимчасово перебуває під контролем терористичного угруповання «Донецька народна республіка», а тому вибори в ньому не проводяться. У сучасному вигляді був утворений 28 квітня 2012 постановою ЦВК №82 (до цього моменту існувала інша система виборчих округів). Унаслідок подій 2014 року в цьому окрузі вибори були проведені лише один раз, а саме парламентські вибори 28 жовтня 2012. Станом на 2012 рік окружна виборча комісія цього округу розташовувалась в будівлі Ворошиловської районної державної адміністрації за адресою м. Донецьк, вул. Артема, 74.
До складу округу входять Ворошиловський і Калінінський райони, частина Куйбишевського району (окрім території між вулицями 9 січня і Куйбишева й проспектами Панфілова і Матросова, кварталів прилеглих до проспектів Матросова і Панфілова з північної сторони, кварталів прилеглих до вулиці Шахтарів Донбасу) міста Донецьк. Виборчий округ 42 межує з округом 43 на заході, з округом 45 на північному заході, з округом 56 на північному сході, з округом 55 на сході та з округом 41 на південному сході. Виборчий округ №42 складається з виборчих дільниць під номерами 141632-141709, 141833 та 141836-141842.

## Народні депутати від округу
| Ім'я                      | Фото | Партія          | Скликання | Дата набуття повноважень | Дата припинення повноважень |
| ------------------------- | ---- | --------------- | --------- | ------------------------ | --------------------------- |
| Бахтеєва Тетяна Дмитрівна |      | Партія регіонів | 7-ме      | 12 грудня 2012           | 27 листопада 2014           |

## Результати виборів
Кандидати-мажоритарники:
- Бахтеєва Тетяна Дмитрівна (Партія регіонів)
- Лук'янець Володимир Васильович (Комуністична партія України)
- Шейко Вольга Василівна (УДАР)
- Юрчак Вадим Олександрович (Батьківщина)
- Анікушин Сергій Ігорович (самовисування)
- Талишев Євген Іванович (Соціалістична партія України)